# Амерички кинолошки савез
Амерички кинолошки савез (AКС; енгл. American Kennel Club, AKC) је кинолошка организација, која се налази у САД-у. За разлику од већине националних кинолошких савеза, АКС није члан ФЦИ-ја. Савез организује велики број изложби по целом свету. На основу употребе паса за рад, расе су подељене по систему Америчког кинолошког савеза у седам група и то:
1. Спортски пси (птичари, ретривери, сетери, шпанијели) - 30 признатих пасмина[1]
2. Гоничи - 29 признатих пасмина[2]
3. Радни пси (пси-помагачи, чуваркуће и др.) - 30 признатих пасмина[3]
4. Теријери - 30 признатих пасмина[4]
5. Патуљасти пси (енгл. toy, играчка) - 21 признатих пасмина[5]
6. Неспортски пси (чау-чау, булдог, пудла) - 20 признатих пасмина[6]
7. Чувари стада - 29 признатих пасмина[7]

Поред ових група, постоји и мешовита класа (енгл. Miscellaneous class) у којој се налази 11 признатих пасмина.